# In Rainbows – From the Basement
In Rainbows – From the Basement är en video av det brittiska bandet Radiohead, innehållande tio liveframföranden av låtar från albumet In Rainbows, utgivet som digital nedladdning på iTunes i juni  2008.

## Låtlista
1. "15 Step" – 3:56
2. "Bodysnatchers" – 4:16
3. "House of Cards" – 5:29
4. "Bangers & Mash" – 3:31
5. "Videotape" – 4:47
6. "Reckoner" – 5:03
7. "Go Slowly" – 3:54
8. "All I Need" – 4:21
9. "Nude" – 4:21
10. "Weird Fishes/Arpeggi" – 5:20

## Medverkande
- Ed O'Brien - gitarr, FX, percussion, bakgrundssång
- Colin Greenwood - elbas, keyboard, percussion
- Jonny Greenwood - gitarr, laptop, keyboard, percussion, klockspel
- Phil Selway - trummor
- Thom Yorke - sång, gitarr, piano, trummor